# Memecylon simulans
Espèce
Memecylon simulans (Jacq.-Fél.) R.D.Stone & Ghogue est une espèce de plantes à fleurs de la famille des Melastomataceae. Elle est endémique du Cameroun.
En 2008 le taxon Memecylon arcuatomarginatum  var. simulans  Jacq.-Fél. est érigé en espèce à part entière pour devenir Memecylon simulans (Jacq.-Fél.) R.D.Stone & Ghogue.